# Absolutskala
Die Absolutskala ist eines der Skalenniveaus, die in der Statistik unterschieden werden. Auf einer Absolutskala werden Merkmalsausprägungen eingetragen, für die Folgendes gilt:
- Die Merkmalsausprägungen werden als Zahl dargestellt,
- für die Zahlenwerte existiert ein natürlicher Nullpunkt und
- die Maßeinheit ist natürlich gegeben (d. h. im weitesten Sinne „Stück“). Somit handelt es sich dabei um eine natürliche Einheit.

Beispiel: Für das Merkmal „Bevölkerungsgröße eines Landes“ ist die Anzahl der Einwohner das natürliche Maß mit dem natürlichen Nullpunkt „keine Einwohner“.
Bei Absolutskalen kann also die Skaleneinheit nicht frei gewählt werden. Absolutskalen sind eindeutig festgelegt und Skalentransformationen nicht erlaubt.